# Таранець-Ветухова Антоніна
Антоні́на Таране́ць-Вєтухова (1904, Харків — 1971) — українська ботанік-фізіолог. Праці (українською і російською мовами — під прізвищем Вєтухова, французькою мовою — під прізвищем Таранець) присвячені впливу низьких температур на фізіологію рослин та фотоперіодизму.
Народилася в сім'ї Олекси Ветухова.
Працювала серед ін. в Ленінграді, Харкові (старша наукова співробітниця при Українському науково-дослідному інституті соц. землеробства) і Парижі (наукова дослідниця при Centre national de la recherche scientifique), у якому перебувала в 1943–1952 роках). Від 1953 року в діаспорі (США).